# Paulina Brolin
Paulina Ruth Viktoria Brolin, ogift Holmberg, född 26 januari 1975 i Lundby församling, Västerås, är en svensk missionär, pastor och församlingsbyggare.

## Biografi
Paulina Brolin växte upp i Västerås och gifte sig 1996 med missionärssonen Daniel Brolin. Tillsammans reste de två år senare ut för att missionera i Ryssland, men kidnappades i januari 1998 i delrepubliken Dagestan och fördes av okända män till en liten fängelsehåla med jordgolv och utan fönster. Efter 165 dagar i fångenskap blev de frigivna i juni samma år. Under fångenskapen tvingades de leva på vatten och bröd.
Väl hemkomna i Sverige arbetade makarna som ungdomspastorer och var med och grundade pingstförsamlingen Life Center i Västerås. År 2007 gav de sig åter ut på missionsfältet, de reste då till Thailand och anlände till Bangkok i augusti 2007. Där har de grundat församlingen Life Center Church, i vilken de fortfarande arbetade 2013.
Vid flera tillfällen har paret Brolin medverkat vid Pingströrelsens årliga rikskonferens Nyhemsveckan där de bland annat talat om behovet av mission i en globaliserad värld.
Makarna Brolin finns representerade i sångboken Ung psalm med sången Så god som de skrev och komponerade under fångenskapen i Ryssland. Sången finns också med på skivan Lovsånger från Davids hjärta, tredje samlingen som gavs ut 2000.